# UFC 238
UFC 238: Cejudo vs. Moraes foi um evento de MMA produzido pelo Ultimate Fighting Championship no dia 08 de junho de 2019, no United Center, em Chicago, Illinois.

## Background
A luta principal do evento foi a disputa de cinturão vago dos galos entre o medalhista de ouro das Olimpíadas de 2008 Henry Cejudo e o ex-campeão peso galo do WSOF Marlon Moraes.
Henry Cejudo se tornou o quarto lutador a ser campeão por duas categorias diferentes simultaneamente, após Conor McGregor, Daniel Cormier e Amanda Nunes.
A disputa de cinturão do peso mosca feminino entre a atual campeã Valentina Shevchenko e Jessica Eye serviu de co-luta principal da noite.
A luta no peso palha feminino entre Felice Herrig e Yan Xiaonan era esperado para o evento. Entretanto, no dia 30 de abril, Herrig saiu do combate após romper o ligamento do joelho e foi substituída pela ex-campeã peso palha do Invicta Angela Hill.

## Card Oficial
Nota 1 Pelo Cinturão Vago Peso Galo do UFC. 

Nota 2 Pelo Cinturão Peso Mosca Feminino do UFC.

## Bônus da Noite
Os lutadores receberam $50.000 de bônus:
- Luta da Noite:  Tony Ferguson vs.  Donald Cerrone
- Performance da Noite:  Henry Cejudo e  Valentina Shevchenko

## Ligações Externas
1. ↑  Nota 1
2. ↑  Nota 2